# Casa Ximenis (Tarragona)
Casa Ximenis és una obra modernista de l'arquitecte Josep Maria Jujol situada a Tarragona i protegida com a Bé Cultural d'Interès Local.

## Descripció
Edifici situat prop del nucli històric, de planta baixa, dos pisos i torreta que permet accedir a la terrassa superior. Inserit en el llenç de ponent de la muralla romana, aquest immoble obre la façana sobre el parc de Saavedra. Dels elements que formen la façana destaquen els esgrafiats i el ferro en el portal d'entrada, finestres i balcons, a l'extrem dels quals es contemplen uns seients realitzats en el mateix material ferri. Destaquen les baranes que, exceptuant la del terrat, són fetes amb ferro treballat manualment amb nusos. Les obertures, que varien a cada pis, segueixen un ordre horitzontal, amb emmarcament arrodonits i decorats amb esgrafiats d'inspiració barroca.

## Història
Aquesta casa forma part d'una filera d'edificis que perllonguen un tram enderrocat de la vella muralla romana de la ciutat, oposada a un gran parc urbà. Josep Maria Jujol va rebre l'encàrrec de reformar l'edifici original on actualment es troba la casa Ximenis, per tal d'adaptar-lo com a habitatge per al doctor Ximenis, canonge de la catedral, l'any 1914. Aquesta construcció originària presentava un vell paller a la planta baixa i un primer pis al qual s'hi accedia per una entrada al carrer de Salines, paral·lel a la Via de l'Imperi, darrere de la muralla. El resultat fou un immoble que, actualment, és considerat una obra molt característica de l'arquitectura de Jujol pel tractament de la serralleria.